# أيمباكت
أيمباكت (بالإنجليزية: Impact)‏ هي مدينة أمريكية تقع في ولاية تكساس.تبلغ مساحة هذه المدينة 0.2 (كم²)،ويبلغ عدد سكانها 39 نسمة حسب إحصاء سنة 2010 م. تشير إحصاءات سنة 2000م بأن الكثافة السكانية في هذه المدينة تقدر بـ(173.8) نسمة/كم2.